# Montacuta percompressa
Montacuta percompressa ist eine Muschel-Art aus der Familie der Linsenmuscheln (Montacutidae). Die Art lebt kommensal mit der Seegurke Leptosynapta tenuis, entweder mit Byssus an den Stacheln angeheftet oder auch frei auf dem Wirt kriechend. Die Männchen sind Zwergmännchen, die parasitisch im Mantel der Weibchen leben.

## Merkmale
Das gleichklappige, schmale (komprimierte) Gehäuse des Weibchens ist länglich-eiförmig und wird bis fünf Millimeter lang. Die Höhe beträgt etwa 80 % der Länge. Die (Zwerg-)Männchen werden bis 500 µm, sie besitzen kein Gehäuse mehr. Die Gehäuse (der Weibchen) sind ungleichseitig, der Wirbel sitzt hinter der Mitte der Gehäuselänge. Der vordere Rand ist etwas ausgezogen und eng gerundet, der hintere Gehäuserand etwas weiter gerundet. Der Ventralrand ist schwach gebogen. Der innere Gehäuserand ist glatt. In der rechten Klappe besteht das Schloss aus einem Kardinalzahn und einer Längsgrube, in die der Lateralzahn der linken Klappe „passt“. In der linken Klappe sitzt ein Lateralzahn. Die Mantellinie ist nicht eingebuchtet. Der Prodissoconch misst 120 bis 200 µm in der Länge, 85 bis 125 µm in der Höhe und 40 bis 100 µm in der Dicke. Die Oberfläche ist unregelmäßig konzentrisch gestreift. Die Schale ist dünn. 

### Ähnliche Arten
Das Gehäuse der Länglichen Linsenmuschel (Tellimya ferruginosa) ist deutlich größer, länglicher, schlanker und mehr ausgebläht als Montacuta percompressa.

## Lebensweise
Die Art ist getrenntgeschlechtlich. Die Weibchen leben mit Byssusfäden angeheftet an den Stacheln der Seegurke Leptosynapta tenuis, oder kriechen auch frei auf dem Wirt herum. Die Männchen sind zu Zwergmännchen reduziert, parasitisch im Mantel der Weibchen leben. Sie haben kein Gehäuse mehr und sind im Grunde zu eiförmigem Gonadengewebe reduziert. Die Befruchtung der Eier findet in der Mantelhöhle der Weibchen statt.
Befruchtete Eier werden in einem Brutbeutel „bebrütet“, der als Ausstülpung im hinteren Teil des Mantels gebildet wird. Eine Brut umfasst zwischen 450 und 16.900 Larven, in Abhängigkeit von der Größe der Eier. Nach fünf bis sieben Tagen werden sie als Veliger-Larven in das freie Wasser entlassen. Sie leben dann für eine Zeit planktotroph, bevor sie nach 17 bis 31 Tagen zum Bodenleben und zur Metamorphose übergehen. Die Pediveliger sind zu diesem Zeitpunkt bereits 350 bis 385 µm lang und haben bereits einen entwickelten Fuß und Kiemen. Das Schloss ist zunächst nicht differenziert; erst bei einer Größe 310 µm erscheint das Ligament. Nach etwa 14 bis 19 Tagen kann bereits eine zweite „Brut“ gebildet werden. 

## Taxonomie
Das Taxon wurde 1899 durch William Healey Dall aufgestellt. Nach MolluscaBase gehört das Taxon zur Gattung Montacuta Turton, 1822.

## Belege